# Muhu Aliev
Muhu Ghimbatovici Aliev (rusă Муху́ Гимба́тович Али́ев, pronunțat [muˈxu ɡʲɪmˈbatəvʲɪtɕ ɐˈlʲiɪf]; Av: Мухӏу Гӏалиев; născut pe 6 august 1940) a fost președintele Republicii Daghestan, un subiect federal al Rusiei. El s-a născut în satul Tanusi, districtul Kunzahski, RSSA Daghestan, RSFS Rusă, Uniunea Sovietică. Din punct de vedere etnic, Aliev este avar. A fost președintele parlamentului republican înainte de a fi votat ca președinte al Republicii Autonome de către parlamentul din Daghestan, pe 20 februarie 2006, fiind desemnat de către președintele rus Vladimir Putin să-l înlocuiască pe veteranul Magomedali Magomedov.
Aliev a fost succedat de Magomedsalam Magomedov pe 20 februarie 2010. În conformitate cu constituția Federației Ruse, Magomedov a fost desemnat de președintele federal Dmitri Medvedev și votat de Adunarea Populară a Republicii.